# Geelbuikhyliota
De geelbuikhyliota (Hyliota flavigaster) is een zangvogel uit de familie Hyliotidae.

## Kenmerken
De vogel is 11,5 tot 12 cm lang en weegt 11,5 tot 14 g. Het is een middelgrote vogel die qua postuur iets weg heeft van een boszanger. Het mannetje is van boven zwart met een paarsblauwe glans en met een brede witte vleugelstreep. De keel, borst en buik zijn geeloranje. Het vrouwtje is doffer van kleur, zij is grijsbruin van boven, met een vage blauwgroene glans.

## Verspreiding en leefgebied
Deze soort komt voor in westelijk en centraal Afrika en telt twee ondersoorten:
- H. f. flavigaster: van Senegal en Gambia tot Sierra Leone en oostelijk tot Ethiopië en Kenia.
- H. f. barbozae: van Gabon en Angola tot Tanzania en Mozambique.

Het leefgebied bestaat uit half open bos met hoog geboomte, savanne (mits niet te droog) maar ook wel in heuvelend landschap met struikgewas afgewisseld met grote bomen.

## Status
De grootte van de wereldpopulatie is niet gekwantificeerd. De vogel is plaatselijk vrij algemeen, elders weer schaarser. De geelbuikhyliota gaat in aantal achteruit. Echter, het tempo van achteruitgang ligt onder de 30% in tien jaar (minder dan 3,5% per jaar). Om deze redenen staat de soort als niet bedreigd op de Rode Lijst van de IUCN.